# Patinatge de velocitat als Jocs Olímpics d'Hivern de 1924 - 500 metres
Als Jocs Olímpics d'Hivern de 1924 celebrats a Chamonix (França) es realitzà una prova de patinatge de velocitat sobre gel en una distància de 500 metres que formà part del programa oficial de patinatge de velocitat als Jocs Olímpics d'hivern de 1924. Aquesta fou la primera prova que es disputà en els Jocs Olímpics el dia 26 de gener de 1924 a les instal·lacions de Chamonix, per la qual cosa convertí el guanyador en el primer campió olímpic d'uns Jocs Olímpics d'Hivern.

## Comitès participants
Hi participaren un total de 27 patinadors de 10 comitès nacionals diferents.
| - Bèlgica (4) - Canadà (1) - Estats Units (4) - Finlàndia (3) - França (4) |  | - Letònia (1) - Noruega (4) - Polònia (1) - Regne Unit (3) - Suècia (2) |

## Resum de medalles
| Or              | Argent      | Bronze        |
| Charles Jewtraw | Oskar Olsen | Roald Larsen  |
| Charles Jewtraw | Oskar Olsen | Clas Thunberg |

## Resultats
| Lloc | Patinador              | Temps |
| ---- | ---------------------- | ----- |
| 1    | Charles Jewtraw        | 44.0  |
| 2    | Oskar Olsen            | 44.2  |
| 3    | Roald Larsen           | 44.8  |
| 3    | Clas Thunberg          | 44.8  |
| 5    | Asser Wallenius        | 45.0  |
| 6    | Axel Blomqvist         | 45.2  |
| 7    | Charles Gorman         | 45.4  |
| 8    | Joe Moore              | 45.6  |
| 8    | Harald Strøm           | 45.6  |
| 10   | Julius Skutnabb        | 46.4  |
| 11   | Eric Blomgren          | 46.6  |
| 12   | Harry Kaskey           | 47.0  |
| 13   | Sigurd Moen            | 47.2  |
| 14   | Bill Steinmetz         | 47.8  |
| 15   | Léonhard Quaglia       | 48.4  |
| 16   | Alberts Rumba          | 48.8  |
| 17   | Leon Jucewicz          | 49.6  |
| 18   | Albert Hassler         | 50.6  |
| 19   | Louis De Ridder        | 52.8  |
| 20   | André Gegout           | 53.2  |
| 21   | George de Wilde        | 54.8  |
| 22   | Gaston Van Hazebroeck  | 55.8  |
| 23   | Frederick Dix          | 56.4  |
| 23   | Philippe Van Volckxsom | 56.4  |
| 25   | Bernard Sutton         | 60.8  |
| 26   | Marcel Moens           | 62.2  |
| 27   | Cyril Horn             | 64.4  |